# Vapor Paraguarí
El vapor Paraguarí fue un buque de la Armada Paraguaya que combatió en la Guerra de la Triple Alianza.

## Historia
El Paraguarí era un buque de vapor de ruedas de 627 toneladas de construcción británica con casco de acero, capaz de desarrollar una importante velocidad en un escenario fluvial, entre 12 y 13 nudos. Fue adquirido en Inglaterra en 1862 por intermedio de la firma Blyth para ser dedicado al tráfico fluvial de pasajeros. 
Considerado el buque más lujoso de la naciente marina paraguaya, el Paraguarí contaba con 28 camarotes cerrados y un grado de confort similar al de los paquetes europeos pudiendo transportar hasta 150 pasajeros.
Sobre sus planos enviados desde Europa, aunque con casco de madera, fue construido su gemelo el Ygurey, el último de los barcos construidos en el astillero de Asunción del Paraguay, bajo la dirección del ingeniero Desiderio Trujillo.
Fue destinado junto al Ygurey para la carrera a Montevideo en reemplazo del Ypora, tareas que efectuó hasta noviembre de 1864, cuando efectuó su último viaje al Río de la Plata.
A su arribo a Asunción del Paraguay el 23 de noviembre pasó a los arsenales de Asunción para ser alistado en vísperas del estallido de la Guerra del Paraguay.
Tras ser armado con 4 cañones el Paraguarí se sumó al Ygurey y otros 3 vapores alistados pocos días antes para marchar contra Mato Grosso.

### Campaña del Mato Grosso
El 14 de diciembre de 1864 una escuadrilla compuesta por los vapores Tacuarí (insignia), Paraguarí, Río Blanco, Ygurey e Ypora, el patacho Rosario, y las goletas Independencia y Aquidabán partió de Asunción iniciando la invasión del Mato Grosso.
El 27 de diciembre la escuadra bombardeó el fuerte de Coímbra y los buques imperiales Jaurú, Anhambay y Jacobina, que permanecían en un recodo del Río Paraguay al amparo del fuerte, que los brasileños abandonaron aprovechando la noche del 28 de diciembre.
Tras la toma de Coímbra, participó de la captura de los puertos de Albunquerque y Corumbá, regresando luego a su capital.

### Ofensiva en el río Paraná
El 11 de abril de 1865 zarpó de Asunción con destino a la ciudad de Corrientes una flotilla compuesta por el Tacuarí, el Paraguarí, el Marques de Olinda, Ygurey y el Ypora. En la mañana del 13 de abril la escuadrilla al mando de Pedro Ignacio Meza se presentó en aguas de la ciudad argentina y tras un breve enfrentamiento capturó los vapores Gualeguay y 25 de Mayo que permanecían fondeados en desarme por reparaciones, y sin que mediara conocimiento de la ruptura.
El 8 de junio de 1865 escoltó junto al Marques de Olinda, el Ygurey, Jejuí, Ypora, Salto Oriental, Río Blanco y Paraná al Tacuarí, que transportaba al mariscal Francisco Solano López a Humaitá.
A medianoche del 10 de junio la escuadra al mando del capitán de fragata Pedro Ignacio Mesa, encabezada por el Tacuarí (José María Martínez), y compuesta por el Ygurey al mando del entonces teniente Remigio Del Rosario Cabral Velázquez, segundo de la escuadra, del Marques de Olinda (teniente Ezequiel Robles), el Paraguari (teniente José Alonso), Jejuí (teniente Aniceto López), Ypora (Domingo Antonio Ortiz), Salto Oriental (teniente Vicente Alcaraz), Yberá (teniente Pedro Victorino Gill) y Piraveve (teniente Tomás Pereira) partió para atacar a la escuadra brasilera apostada frente al puerto de Corrientes.
Retrasados por un desperfecto en el Yberá fueron detectados por el buque Mearín en Punta de Santa Catalina.
A las 08:30 se inició el enfrentamiento entre ambas escuadras frente a la ciudad de Corrientes. En la acción, el Tacuarí, el Marques de Olinda y el Jejuí, así como tres chatas remolcadas, sufrieron serios daños.
La flota paraguaya siguió río abajo hasta las cercanías de la isla Lagraña, donde subió hasta fondear en la cercanía de la desembocadura del río Riachuelo.

#### DelRiachueloa Manduvirá

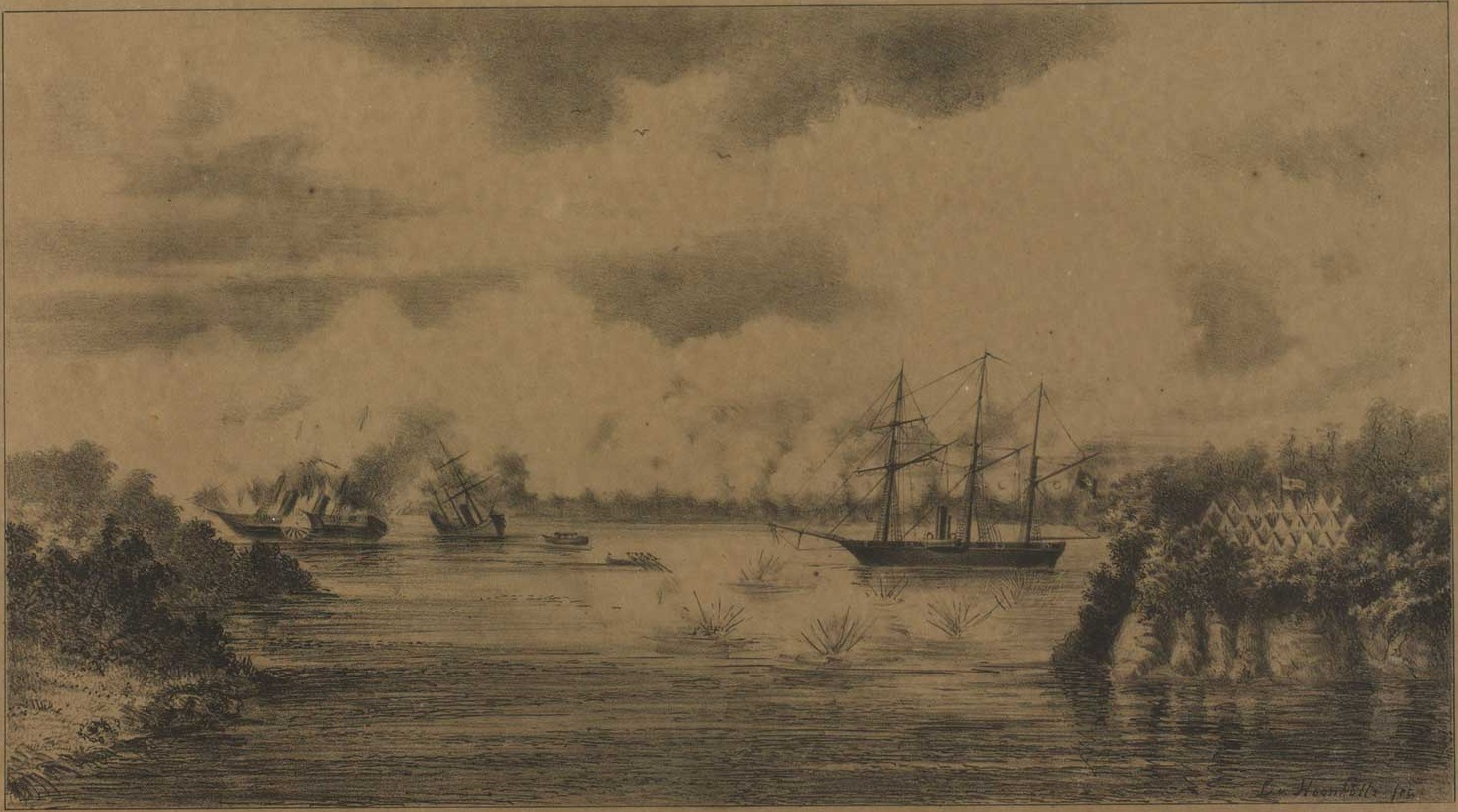
Escena del Combate Naval de Riachuelo el 14 de junio de 1865. La cañonera Araguay (comandante Hoonholtz) incendiando el vapor Paraguay bajo el fuego de las baterías paraguayas del Riachuelo.

El 11 de junio de 1865 se produjo el combate del Riachuelo. 
Durante la acción, el Paraguarí fue embestido por el vapor imperial Paranahiba y, muy dañado, su tripulación lo encalló sobre un banco de arena y le prendió fuego para evitar que cayera en manos enemigas. Finalizada la acción, su tripulación volvió sobre el buque y tras 5 meses consiguió ponerlo a flote y trasladarlo a Humaitá. Desde allí fue remolcado a Asunción por el 25 de Mayo. 
En febrero de 1868 fue forzado el paso de Humaitá. En los meses que siguieron, ante el inminente arribo de la escuadra brasilera fue desmantelado en Asunción y trasladado a la boca del río Manduvirá. Acosada la escuadrilla paraguaya, el Paraguarí fue hundido atravesando uno de los pasos más angostos del río para detener a las naves brasileñas de mayor porte.
Años después, ya finalizado el conflicto, dos extranjeros (Montanía y Pittapol) consiguieron reflotar el casco pero al trasladarlo a Asución una mala maniobra en el Paso de Remanso Castillo (río Paraguay) lo encalló en la margen derecha del río.